# Gora Most
Gora Most (Transkription von russisch Гора Мост ‚Brückenberg‘) ist ein Nunatak im ostantarktischen Mac-Robertson-Land. Er ragt nordöstlich des Rofe-Gletschers im nördlichen Teil des Mawson Escarpment auf.
Russische Wissenschaftler benannten ihn.